# Bâtons, Chiffres et Lettres
Bâtons, chiffres et lettres est un essai sur le langage de Raymond Queneau publié en 1950 aux éditions Gallimard.

## Résumé
La langue française se partage entre la langue écrite et la langue parlée qui s'éloignent de plus en plus. La première a remplacé le " francien " vers le XVe siècle, la seconde, en cours d'élaboration pourrait s'appeler le " néo-français ". En évoluant, le langage ressemble de moins en moins au français écrit qui s'est élaboré à partir du latin, devenue une langue morte. Le travail de l'écrivain français est de contribuer à cette évolution « par son œuvre qui doit être une maïeutique linguistique. »
Dans Bâtons, chiffres et lettres, Raymond  Queneau pose pour la  première  fois  le problème de la généralisation de la sextine, qu’il connaissait par le comte Ferdinand de Gramont. Il propose alors une permutation pour une «octine».